# Episodi di Tutor Hitman Reborn! (sesta stagione)
Questa lista comprende la sesta stagione della serie anime Tutor Hitman Reborn! di Artland, diretto da Kenichi Imaizumi e tratto dall'omonimo manga di Akira Amano.